# Tit Ol·li
Tit Ol·li (en llatí: Titus Ollius) va ser un notable romà.
Va ser condemnat a mort i executat (o potser es va suïcidar) al final del regant de l'emperador Tiberi, segons es creu degut a la seva amistat i proximitat amb el cap dels pretorians, Sejà, diu Tàcit. Es va casar amb Popea Sabina Major i va ser el pare de Popea Sabina, la segona dona de l'emperador Neró, del que va ser sogre pòstumament.